# Baralku
Baralku (lub „Bralgu”) – w kulturze ludu Yolngu z Ziemi Arnhema wyspa umarłych i miejsce, skąd pochodzą Djanggawul (mityczne trojaczki, które miały stworzyć zwierzęta i rośliny Australii). Żyje na niej bogini Barnumbir.